# أندريه جونسون (لاعب كرة قدم أمريكية مواليد 1981)
أندريه جونسون (بالإنجليزية: Andre Johnson)‏ هو لاعب كرة قدم أمريكية أمريكي، ولد في 11 يوليو 1981 في ميامي في الولايات المتحدة.

## وصلات خارجية
- أندريه جونسون على موقع مرجع كرة القدم المحترفة.كوم (الإنجليزية)
- أندريه جونسون على موقع كلية كرة القدم في سبورتس رفرنس.كوم (الإنجليزية)